# Dreesch (Siegburg)
Der Stadtteil Dreesch ist der kleinste Stadtteil von Siegburg im nordrhein-westfälischen Rhein-Sieg-Kreis. Der Ortsteil Dreesch liegt nördlich des Stadtzentrums, am westlichen Rand grenzt der Stadtteil Brückberg im Norden die Gemarkung Aulgasse (Siegburg-Nord). Nach Osten schließt sich die Gemarkung Tönnisberg und weiter der Ortsteil Stallberg an.

## Geschichte
Der Name Dreesch geht auf die Flurbezeichnung Driesch zurück, die aus der mittelalterlichen Dreifelderwirtschaft herrührt. Mit Dreesch, regional auch Driesch, bezeichnet man ein mit Feldfrüchten unbebautes Stück Land oder Grünland. Der Name leitet sich wohl von der Zahl Drei ab.
Koordinaten: 50° 48′ 12,6″ N, 7° 12′ 22,1″ O